# Júlio Tavares Rebimbas

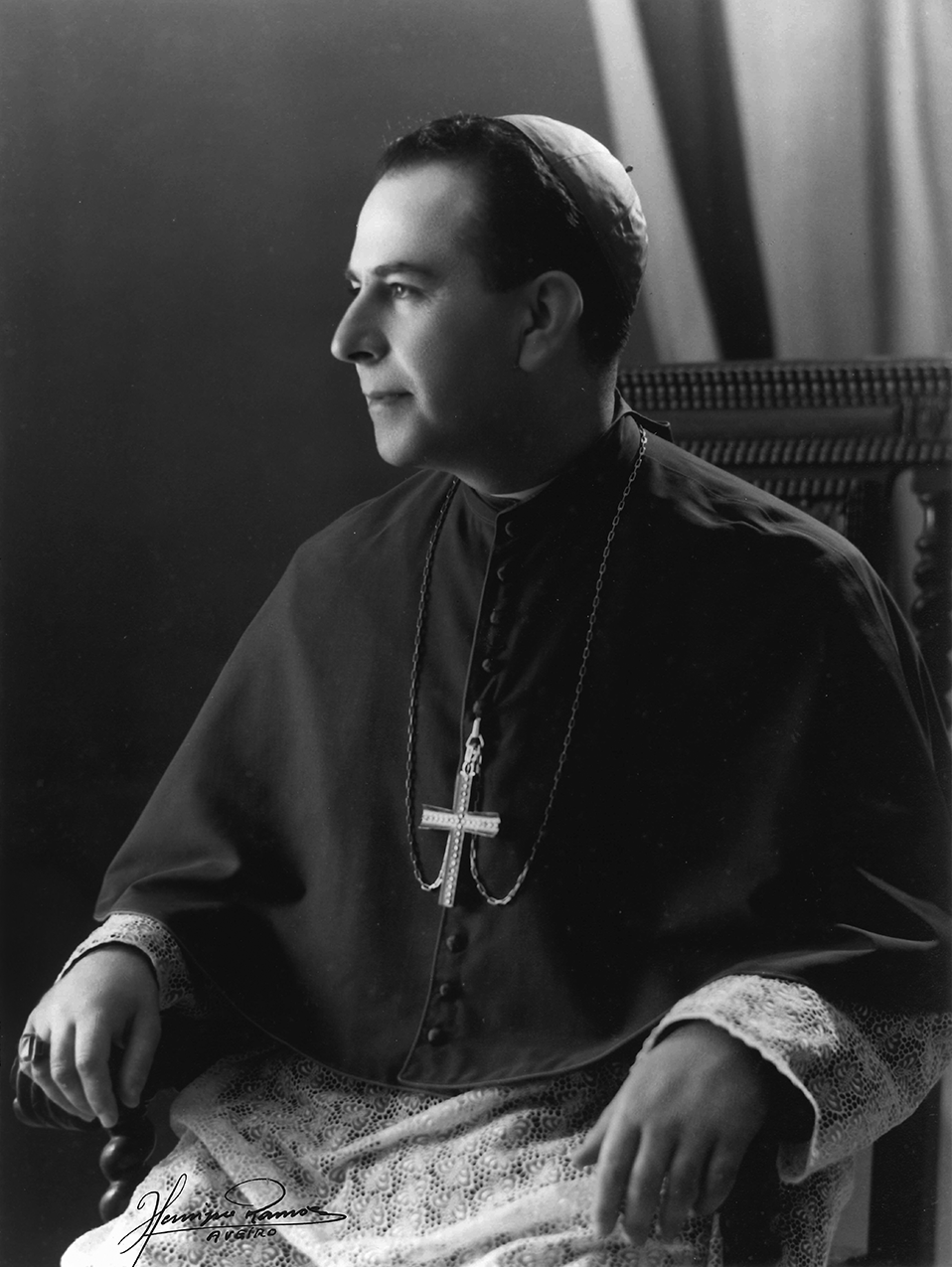
Júlio Tavares Rebimbas (ca. 1960)

Júlio Tavares Rebimbas (* 21. Januar 1922 in Bunheiro, Murtosa, Portugal; † 6. Dezember 2010 in Boavista (Porto), Portugal) war ein römisch-katholischer Geistlicher, Erzbischof und Bischof von Porto.

## Leben
Júlio Tavares Rebimbas, Sohn eines Kleinbauern und einer Schneiderin, besuchte das Colégio de Ermesinde und danach die Priesterseminare von Vilar in Porto, Olivais in Lissabon und von Santa Joana in Aveiro. Am 29. Juni 1945 empfing er durch den Bischof von Aveiro, João Evangelista de Lima Vidal, die Priesterweihe. Von 1945 an war er Vikar in der Pfarrei Ílhavo, von 1946 bis 1949 Pfarrer von Avelãs de Cima und Avelãs de Caminho in Anadia. Anschließend kehrte er nach Ílhavo zurück und war dort von 1949 bis 1965 als Pfarrer tätig. In dieser Funktion setzte er sich für die Gründung mehrerer sozialer Einrichtungen wie dem Trainings- und Assistenzzentrums, die Armenstiftung und das Seniorenzentrum ein. 1952 wurde er Professor für Religion und Moral am Diözesanseminar in Aveiro. 1958 wurde er Gerichtsvikar und 1959 erfolgte die Bestellung zum Generalvikar. Papst Johannes XXIII. ernannte ihn 1959 zum Monsignore. 1961 wurde Tavares Rebimbas zum Direktor des Colégio Liceal João de Barros in Ílhavo ernannt.
Nach seiner Ernennung am 27. September 1965 zum Bischof von Faro durch Papst Paul VI. nahm er als Konzilsvater an der vierten Sitzungsperiode des Zweiten Vatikanischen Konzils teil. Die Bischofsweihe am 26. Dezember 1965 spendete ihm der Bischof von Aveiro, Manuel d’Almeida Trindade, im Stadion von Ílhavo; Mitkonsekratoren waren Francisco Maria da Silva, Erzbischof von Braga, und Francisco Rendeiro OP, Koadjutor-Bischof in Coimbra. Das Amt des Bischofs von Faro trat er offiziell Ende Januar 1966 an und war damit für die Region Algarve zuständig.
Am 1. Juli 1972 ernannte ihn Papst Paul VI. zum Titularerzbischof von Mitylene und bestellte ihn zum Weihbischof im Erzbistum Lissabon sowie zum Koadjutor des Patriarchen von Lissabon. Im selben Jahr wurde er zum Präsidenten der bischöflichen Kommission für christliche Erziehung gewählt. Am 3. November 1977 wurde er zum ersten Bischof des neugegründeten Bistums Viana do Castelo ernannt. Den Titel eines Erzbischofs behielt er als persönlichen Titel bei. 1981 wurde er zum Präsidenten der bischöflichen Kommission für Liturgie gewählt.
Am 12. Februar 1982 wurde er von Papst Johannes Paul II. zum Bischof von Porto ernannt. Bis zur Ernennung seines Nachfolgers Armindo Lopes Coelho am 15. Oktober 1982 blieb er zugleich Apostolischer Administrator der Diözese Viana do Castelo. Am 15. Mai 1982 durfte er Papst Johannes Paul II. auf seiner Auslandsreise in Porto empfangen. Darüber hinaus wurde er 1982 Mitglied des Ständigen Rates der Portugiesischen Bischofskonferenz sowie 1986 der Kongregation für die Bischöfe.
Während seiner bis 1997 dauernden Amtszeit als Bischof von Porto setzte er sich für die Restaurierung zahlreicher kirchlicher Bauwerke seiner Diözese wie des Seminário da Sé, der Casa Episcopal, des Torre da Marca, der Cúria Diocesana und des Tribunal Eclesiástico ein.
Kurz vor seinem Rücktritt als Bischof wurde ihm am 31. Mai 1997 die Ehrenmedaille des Stadtrates von Porto verliehen. Sein Nachfolger als Bischof wurde abermals Armindo Lopes Coelho.
Er starb am 6. Dezember 2010 und wurde am 7. Dezember in der Kathedrale von Porto beigesetzt.

## Schriften
- Sagração Episcopal, Ílhavo 1965
- O turismo no Algarve, Secretariado Diocesano de Pastoral Faro 1972
- Carta pastoral ao povo de Deus da igreja do Porto, Metanoia Porto 1982
- A obra literária do Pe. Donaciano de Abreu Freire, Casa Municipal da Cultura Estarreja 1985, ISBN 972-95365-0-3
- Alegria de viver, Gráfica de Coimbra 2002, ISBN 972-603-269-5
- Familia paroquial : boletim da freguesia de Ílhavo (Serie 1960 bis 1987)